# Segnaletica stradale in Bielorussia
I segnali stradali in Bielorussia sono regolati dal Дзяржаўным стандартам Рэспублікі Беларусь СТБ 1140-99 (Государственным Стандартом Республики Беларусь СТБ 1140-99, Regolamento della segnaletica stradale della Bielorussia), entrato in vigore nel 1999 e contenuto all'interno del Правілы дарожнага руху Рэспублікі Беларусь (Правила дорожного движения Республики Беларусь, Codice della strada della Repubblica di Bielorussia).
I segnali stradali bielorussi sono suddivisi in permanenti e temporanei e ciascuno ha un proprio numero di identificazione. I segnali con sfondo giallo hanno validità temporanea o sono posizionati su mezzi d'opera mobili, quelli con sfondo bianco hanno invece validità permanente. In caso di contraddizione tra segnali permanenti e temporanei, hanno validità unicamente le prescrizioni indicate dai cartelli temporanei.
I segnali sono suddivisi in:
1. segnali di pericolo;
2. segnali di priorità;
3. segnali di divieto;
4. segnali di obbligo;
5. segnali di informazione;
6. segnali di servizi;
7. pannelli integrativi.

La forma, le dimensioni ed i colori dei segnali stradali della Bielorussia ricalcano molto fortemente gli omologhi segnali russi e sono simili a quelli della maggior parte dei segnali stradali europei; inoltre ciascuno di essi è classificato e catalogato con un numero proprio. Tuttavia, i segnali stradali della Bielorussia hanno le loro caratteristiche che li distinguono da segnali russi:
- I segnali con i numeri del percorso possono essere su sfondo blu, verde, rosso e bianco (i segnali su sfondo bianco hanno il numero del percorso scritto in rosso e le frecce in rosso), mentre in Russia lo sfondo sui segnali del percorso è solo blu e verde. Come la maggior parte dei paesi europei, la Bielorussia utilizza i segnali del percorso europeo su sfondo verde, mentre anche la Russia utilizza uno sfondo verde per i numeri delle autostrade, in particolare l'autostrada M-11 tra Mosca e San Pietroburgo.
- I segnali "Pronto soccorso" e "Ospedale" utilizzano una croce verde anziché rossa.
- La parola STOP sul segnale "Linea d'arresto" è scritta in alfabeto latino ma non СТОП in alfabeto cirillico come in Russia, nonostante il fatto che la scrittura cirillica sia utilizzata nelle lingue ufficiali della Bielorussia.

I segnali verticali sono validi per tutti gli utenti della strada a meno che l'eccezione non venga esplicitamente indicata da un pannello integrativo. Il testo riportato nei segnali è il bielorusso con iscrizioni unicamente in cirillico, eccezion fatta per il segnale di fermarsi e dare la precedenza che riporta la scritta STOP in caratteri latini, il segnale di fermarsi per pericolo che riporta anche la scritta "danger" (in inglese), e il segnale di Dogana, che è riportato anche in lingua polacca.

## Segnali di pericolo
In Bielorussia, la maggior parte dei segnali di pericolo hanno forma di un triangolo equilatero bianco con bordo rosso; sono installati a circa 50-100 metri a distanza dal pericolo indicato nei centri abitati o a 150-300 metri su strade extraurbane. Se il pericolo è ad una distanza differente da quella normativa viene utilizzato un pannello integrativo di distanza o quello di estesa per indicare per quanti metri è valido il pericolo.
| Segnale bielorusso | Significato                                                            | Spiegazione |
|                    | Passaggio a livello con barriere                                       | Segnala un passaggio a livello con barriere ed è integrato con il pannello distanziometrico a tre barre rosse. |
|                    | Passaggio a livello senza barriere                                     | Segnala un passaggio a livello senza barriere ed è integrato con il pannello distanziometrico a tre barre rosse. |
|                    | Incrocio con un passaggio a livello senza barriere                     | Segnala un passaggio a livello senza barriere con un solo binario, ed invita quindi i conducenti alla massima prudenza, invitandoli a fermarsi immediatamente se fossero attive le due luci rosse lampeggianti e/o il segnale acustico che indicano l'avvicinarsi del treno.   |
|                    | Incrocio con un passaggio a livello senza barriere a più di un binario | Segnala un passaggio a livello senza barriere con più di un binario, ed invita quindi i conducenti alla massima prudenza, invitandoli a fermarsi immediatamente se fossero attive le due luci rosse lampeggianti e/o il segnale acustico che indicano l'avvicinarsi del treno. |
|                    | Pannelli distanziometrici lato destro                                  | Indicano la distanza dal passaggio a livello o dal ponte mobile o dal molo per il quale vengono installati. Sono posti sul lato destro della carreggiata |
|                    | Pannelli distanziometrici lato sinistro                                | Indicano la distanza dal passaggio a livello o dal ponte mobile o dal molo per il quale vengono installati. Sono posti sul lato sinistro della carreggiata |
|                    | Attraversamento di tram                                                | Segnala un attraversamento tranviario. |
|                    | Fine tratto di strada asfaltata in buono stato                         | Presegnala la fine di un tratto di carreggiata in buone condizioni di sottofondo e l'inizio di un tratto di strada con pavimentazione irregolare e carenza o assenza di segnaletica orizzontale.                                                                               |
|                    | Intersezione con circolazione rotatoria                                | Segnala, sulle strade urbane e extraurbane, una intersezione regolata da circolazione rotatoria. |
|                    | Semaforo                                                               | Presegnala un impianto semaforico posto su strade sia urbane che extraurbane. |
|                    | Ponte mobile                                                           | Presegnala una struttura stradale mobile comunque manovrabile. |
|                    | Sbocco su argine o molo                                                | Presegnala il pericolo di caduta in acqua. Può essere integrato con pannelli distanziometrici. |
|                    | Curva pericolosa a destra                                              | Presegnala un tratto di strada non rettilineo pericoloso per la limitata visibilità o per caratteristiche del tracciato (curva stretta a destra). |
|                    | Curva pericolosa a sinistra                                            | Presegnala un tratto di strada non rettilineo pericoloso per la limitata visibilità o per caratteristiche del tracciato (curva stretta a sinistra). |
|                    | Doppia curva pericolosa, la prima a destra                             | Presegnala una doppia curva, di cui la prima a destra. |
|                    | Doppia curva pericolosa, la prima a sinistra                           | Presegnala una doppia curva, di cui la prima a sinistra. |
|                    | Discesa pericolosa                                                     | Presegnala un tratto di strada in discesa secondo il senso di marcia. La pendenza è espressa in percentuale. |
|                    | Salita ripida                                                          | Presegnala un tratto di strada in forte salita secondo il senso di marcia. La pendenza è espressa in percentuale. |
|                    | Strada sdrucciolevole                                                  | Presegnala un tratto di strada che in particolari condizioni climatiche od ambientali può diventare sdrucciolevole. |
|                    | Dosso                                                                  | Segnala un'anomalia altimetrica convessa della strada che limita la visibilità. |
|                    | Strada deformata                                                       | Segnala un tratto di strada temporaneamente in cattivo stato o con pavimentazione irregolare. |
|                    | Dosso                                                                  | Segnala un'anomalia altimetrica convessa della strada che limita temporaneamente la visibilità. |
|                    | Cunetta                                                                | Segnala un'anomalia altimetrica concava della strada che limita temporaneamente la visibilità. |
|                    | Ghiaia                                                                 | Presegnala la presenza di pietrisco, di materiale minuto o granaglia che può essere proiettato a distanza o scagliato in aria dai veicoli in transito. |
|                    | Strettoia simmetrica                                                   | Segnala un restringimento pericoloso della carreggiata su entrambi i lati. |
|                    | Strettoia asimmetrica a destra                                         | Segnala un restringimento pericoloso della carreggiata posto sul lato destro. |
|                    | Strettoia asimmetrica a sinistra                                       | Segnala un restringimento pericoloso della carreggiata posto sul lato sinistro. |
|                    | Strettoia simmetrica provvisoria                                       | Segnala un restringimento pericoloso della carreggiata provvisorio su entrambi i lati. |
|                    | Strettoia asimmetrica a destra provvisoria                             | Segnala un restringimento pericoloso della carreggiata provvisorio posto sul lato destro. |
|                    | Strettoia asimmetrica a sinistra provvisoria                           | Segnala un restringimento pericoloso della carreggiata provvisorio posto sul lato sinistro. |
|                    | Doppio senso di circolazione                                           | Segnala un tratto di strada che da senso unico diventa a doppio senso. |
|                    | Doppio senso di circolazione provvisorio                               | Segnala un tratto di strada che, provvisoriamente, da senso unico diventa a doppio senso. |
|                    | Attraversamento pedonale                                               | Segnala la prossimità di un attraversamento pedonale segnalato da strisce pedonali. |
|                    | Bambini                                                                | Segnala luoghi frequentati da bambini, come le scuole, i giardini pubblici, i campi di gioco e simili. |
|                    | Ciclisti                                                               | Presegnala attraversamento di ciclisti contraddistinto da appositi segni sulla carreggiata. |
|                    | Lavori                                                                 | Presegnala cantieri di lavori in corso, depositi temporanei di materiale, presenza di macchinari adibiti ai lavori stradali. |
|                    | Attraversamento di animali domestici                                   | Presegnala un tratto di strada con probabile improvvisa presenza od attraversamento di animali domestici. |
|                    | Attraversamento di animali selvatici                                   | Presegnala un tratto di strada con probabile improvvisa presenza od attraversamento di animali selvatici. |
|                    | Caduta massi                                                           | Presegnala il pericolo di caduta massi dalla parete rocciosa soprastante con possibile presenza di pietre sulla carreggiata. |
|                    | Vento trasversale                                                      | Presegnala la possibilità di forti raffiche di vento laterale. |
|                    | Aerei a bassa quota                                                    | Presegnala la possibilità di improvvisi forti rumori o abbagliamenti dovuti ad aeroplani a bassa quota. |
|                    | Possibilità di incidenti                                               | Presegnala un tratto di strada con più elevata possibilità di incidenti, ed è accompagnato da un pannello integrativo che ne specifica la causa. |
|                    | Altri pericoli                                                         | Segnala un pericolo diverso da quelli indicati negli altri segnali di pericolo. |
|                    | Pannello delineatore per curve                                         | Segnala il raggio di curvatura di una curva. |
|                    | Banchina cedevole                                                      | Presegnala un tratto di strada con una banchina laterale cedevole. |
|                    | Possibilità di ghiaccio                                                | Presegnala un tratto di strada con più elevata possibilità di formazione di ghiaccio con basse temperature. |
|                    | Coda                                                                   | Presegnala un tratto di strada in cui è in atto un forte rallentamento od una coda del traffico. |
|                    | Migrazione stagionale degli anfibi                                     | Presegnala un tratto di strada con probabile improvvisa presenza od attraversamento di anfibi in seguito alla loro migrazione stagionale, soprattutto in primavera ed autunno.                                                                                                 |

## Segnali di priorità
I segnali di priorità forniscono informazioni od obblighi su intersezioni e la priorità vigente in essi. Hanno forma e dimensione come nella maggior parte dei Paesi europei ed hanno validità anche in corrispondenza di intersezioni semaforiche con sistema spento o non funzionante. Sono posti a 150 - 300 metri prima degli incroci su strade extraurbane o a 50 - 100 metri su strade urbane.
| Segnale bielorusso | Significato                                                    | Spiegazione |
|                    | Strada con diritto di precedenza                               | Indica l'inizio di una strada il cui traffico ha diritto di precedenza. |
|                    | Fine della strada con diritto di precedenza                    | Indica la fine di una strada il cui traffico ha diritto di precedenza. |
|                    | Intersezione con priorità                                      | Presegnala un incrocio con una strada di minore importanza in cui si ha la precedenza sui veicoli provenienti sia da destra che da sinistra.                                  |
|                    | Intersezione con priorità sulla strada secondaria a destra     | Presegnala un incrocio a T con una strada di minore importanza che non ha diritto di precedenza e che si immette da destra.                                                   |
|                    | Intersezione con priorità sulla strada secondaria a sinistra   | Presegnala un incrocio a T con una strada di minore importanza che non ha diritto di precedenza e che si immette da sinistra.                                                 |
|                    | Intersezione con priorità a destra                             | Presegnala un incrocio in cui vige la regola generale di dare la precedenza a destra.                                                                                         |
|                    | Dare precedenza                                                | Prescrive di dare precedenza all'incrocio. |
|                    | Fermarsi e dare la precedenza                                  | Prescrive l'obbligo di arrestarsi in ogni caso in corrispondenza della striscia trasversale di arresto ad un incrocio e di dare precedenza.                                   |
|                    | Precedenza ai veicoli provenienti in senso inverso             | Prescrive di dare precedenza ai veicoli provenienti in direzione opposta in una strada a doppio senso che consente il passaggio di una sola fila di veicoli.                  |
|                    | Precedenza ai veicoli provenienti in senso inverso provvisorio | Prescrive di dare precedenza ai veicoli provenienti in direzione opposta in una strada a doppio senso che consente provvisoriamente il passaggio di una sola fila di veicoli. |
|                    | Precedenza rispetto al traffico inverso                        | Indica la precedenza rispetto ai veicoli provenienti in direzione opposta in una strada a doppio senso che consente il passaggio di una sola fila di veicoli.                 |

## Segnali di divieto
| Segnale bielorusso | Significato                                                                          | Spiegazione |
|                    | Divieto di accesso                                                                   | Vieta di entrare in una strada accessibile invece in un altro senso. |
|                    | Divieto di transito                                                                  | Vieta a tutti i veicoli di entrare in una strada. |
|                    | Divieto di circolazione per i veicoli a motore                                       | Vieta il transito a tutti i veicoli a motore. |
|                    | Divieto di circolazione per i mezzi destinati al trasporto merci oltre... tonnellate | Vieta il transito ai veicoli da trasporto non adibiti al trasporto di persone che pesano oltre... tonnellate. |
|                    | Divieto di circolazione per le motociclette                                          | Vieta il transito a tutti i veicoli a motore con due ruote. |
|                    | Divieto di circolazione ai mezzi agricoli                                            | Vieta il transito a tutti i mezzi agricoli. |
|                    | Divieto di circolazione per i rimorchi                                               | Vieta il transito a tutti i veicoli con un rimorchio che non sia un semi-rimorchio od un rimorchio ad un solo asse. |
|                    | Accesso vietato ai veicoli a trazione animale                                        | Vieta il transito ai veicoli a trazione animale. |
|                    | Divieto di circolazione alle biciclette                                              | Vieta il transito alle biciclette. |
|                    | Accesso vietato ai pedoni                                                            | Vieta il transito ai pedoni. |
|                    | Peso massimo                                                                         | Vieta il transito ai veicoli aventi massa superiore a quella indicata in tonnellate al momento del transito. |
|                    | Peso massimo provvisorio                                                             | Vieta provvisoriamente il transito ai veicoli aventi massa superiore a quella indicata in tonnellate al momento del transito. |
|                    | Peso massimo sull'asse                                                               | Vieta il transito ai veicoli aventi sull'asse più caricato una massa superiore a quella indicata al momento del transito. |
|                    | Peso massimo sull'asse provvisorio                                                   | Vieta provvisoriamente il transito ai veicoli aventi sull'asse più caricato una massa superiore a quella indicata al momento del transito.                                                                                              |
|                    | Altezza massima                                                                      | Vieta il transito ai veicoli aventi altezza superiore a quella indicata in metri. |
|                    | Larghezza massima                                                                    | Vieta il transito ai veicoli aventi larghezza superiore a quella indicata in metri. |
|                    | Lunghezza massima                                                                    | Vieta il transito ai veicoli od ai complessi di veicoli di lunghezza superiore alla lunghezza indicata in metri. |
|                    | Lunghezza massima provvisoria                                                        | Vieta provvisoriamente il transito ai veicoli od ai complessi di veicoli di lunghezza superiore alla lunghezza indicata in metri. |
|                    | Distanza minima                                                                      | Vieta di seguire il veicolo che precede ad una distanza inferiore a quella indicata, in metri, sul segnale. |
|                    | Fermarsi alla dogana                                                                 | Obbliga i conducenti all'arresto per i controlli doganali in prossimità delle frontiere nazionali. |
|                    | Fermarsi per pericolo                                                                | Obbliga i conducenti all'arresto ed a non procedere oltre il segnale per un blocco stradale (a causa di incidenti, incendi ecc.). |
|                    | Divieto di svoltare a destra                                                         | Vieta di svoltare a destra al prossimo incrocio. |
|                    | Divieto di svoltare a sinistra                                                       | Vieta di svoltare a sinistra al prossimo incrocio. |
|                    | Divieto d'inversione                                                                 | Vieta di effettuare un'inversione di marcia. |
|                    | Divieto di sorpasso                                                                  | Vieta di sorpassare i veicoli a motore con due o più ruote. |
|                    | Divieto di sorpasso provvisorio                                                      | Vieta provvisoriamente di sorpassare i veicoli a motore con due o più ruote. |
|                    | Divieto di sorpasso a oltre 50 km/h                                                  | Vieta di sorpassare i veicoli a motore con due o più ruote quando la velocità del veicolo da sorpassare è superiore ai 50 km/h. |
|                    | Fine divieto di sorpasso                                                             | Indica la fine del divieto a tutti i veicoli di sorpassare i veicoli a motore diversi dai motocicli e dai ciclomotori. |
|                    | Fine divieto di sorpasso provvisorio                                                 | Indica la fine del divieto provvisorio a tutti i veicoli di sorpassare i veicoli a motore diversi dai motocicli e dai ciclomotori. |
|                    | Divieto di sorpasso per gli autocarri                                                | Indica il divieto a tutti i veicoli, non adibiti al trasporto di persone, di massa a pieno carico superiore a 3,5 t di sorpassare i veicoli a motore..                                                                                  |
|                    | Fine del divieto di sorpasso per gli autocarri                                       | Indica la fine del divieto a tutti i veicoli non adibiti al trasporto di persone di massa a pieno carico oltre 3,5 t di sorpassare i veicoli a motore.                                                                                  |
|                    | Velocità massima                                                                     | Indica la velocità massima in chilometri orari alla quale i veicoli possono procedere immediatamente dopo il segnale. |
|                    | Velocità massima provvisoria                                                         | Indica la velocità massima provvisoria in chilometri orari alla quale i veicoli possono procedere immediatamente dopo il segnale. |
|                    | Fine della velocità massima                                                          | Indica la fine del limite sulla velocità massima alla quale i veicoli possono procedere e ripristina il consueto limite di velocità relativo alla strada percorsa.                                                                      |
|                    | Fine della velocità massima provvisoria                                              | Indica la fine del limite provvisoria sulla velocità massima alla quale i veicoli possono procedere e ripristina il consueto limite di velocità relativo alla strada percorsa.                                                          |
|                    | Divieto di segnalazioni acustiche                                                    | Vieta l'uso di avvisatori acustici salvo il caso di pericolo immediato o di trasporto feriti o ammalati gravi. |
|                    | Divieto di fermata                                                                   | Vieta la sosta e la fermata o qualsiasi temporanea sospensione della marcia ai veicoli. |
|                    | Divieto di sosta                                                                     | Vieta la sosta, fermata prolungata (parcheggio) ai veicoli, in quei luoghi dove per regola generale non vige tale divieto. |
|                    | Divieto di sosta nei giorni pari                                                     | Vieta la sosta, fermata prolungata (parcheggio) ai veicoli, in quei luoghi dove per regola generale non vige tale divieto soltanto nei giorni pari (dalle 21,00 del giorno precedente alle 19,00 del giorno interessato al divieto).    |
|                    | Divieto di sosta nei giorni dispari                                                  | Vieta la sosta, fermata prolungata (parcheggio) ai veicoli, in quei luoghi dove per regola generale non vige tale divieto soltanto nei giorni dispari (dalle 21,00 del giorno precedente alle 19,00 del giorno interessato al divieto). |
|                    | Fine dei divieti precedenti                                                          | Indica il punto ove le prescrizioni precedentemente indicate cessano di essere valide. |
|                    | Divieto di circolazione per i veicoli che trasportano merci pericolose               | Vieta il transito ai veicoli che trasportano merci pericolose, come esplosivi, benzina, materie tossiche o radioattive. |

## Segnali di obbligo
| Segnale bielorusso | Significato                                             | Spiegazione |
|                    | Direzione obbligatoria dritto                           | Indica che la sola direzione consentita al conducente è quella di andare dritta. |
|                    | Direzione obbligatoria a destra                         | Indica che la sola direzione consentita al conducente è quella di andare a destra. |
|                    | Direzione obbligatoria a sinistra                       | Indica che la sola direzione consentita al conducente è quella di andare a sinistra. |
|                    | Circolare diritto o svoltare a destra                   | Direzioni consentite a dritto ed a destra. |
|                    | Circolare diritto o svoltare a sinistra                 | Direzioni consentite a dritto ed a sinistra. |
|                    | Svoltare a destra o a sinistra                          | Direzioni obbligatorie a destra ed a sinistra. |
|                    | Passaggio obbligatorio a destra                         | Obbliga i conducenti a passare a destra dell'ostacolo come un cantiere, uno spartitraffico, un salvagente o un'isola di traffico.                                                               |
|                    | Passaggio obbligatorio a sinistra                       | Obbliga i conducenti a passare a sinistra dell'ostacolo come un cantiere, uno spartitraffico, un salvagente o un'isola di traffico.                                                             |
|                    | Passaggio obbligatorio a destra o sinistra              | Obbliga i conducenti a passare a destra o a sinistra dell'ostacolo come un cantiere, uno spartitraffico, un salvagente o un'isola di traffico.                                                  |
|                    | Intersezione con percorso rotatorio obbligato           | Indica ai conducenti l'obbligo di circolare nel verso antiorario indicato dalle frecce attorno all'area di rotazione. È posto subito prima di una piazza dove si svolge circolazione rotatoria. |
|                    | Strada per auto o motocicli                             | Indica l'inizio di un percorso riservato alle automobili od ai motocicli. |
|                    | Strada per biciclette                                   | Indica l'inizio di un percorso riservato alle biciclette. |
|                    | Fine della strada per biciclette                        | Indica la fine del percorso riservato alle biciclette. |
|                    | Strada pedonale                                         | Indica un percorso riservato ai pedoni. |
|                    | Fine strada pedonale                                    | Indica la fine del percorso riservato ai pedoni. |
|                    | Velocità minima                                         | Vieta ai conducenti di procedere ad una velocità inferiore a quella indicata. |
|                    | Fine della velocità minima                              | Indica la fine della validità del limite minimo di velocità. |
|                    | Direzione obbligatoria per veicoli con merci pericolose | Indica che la sola direzione consentita al conducente di mezzi con merci pericolose è quella di andare ove indicato dalla freccia.                                                              |
|                    | Strada per quadrupedi da sella                          | Indica un percorso riservato ai quadrupedi da sella. |
|                    | Fine strada per quadrupedi da sella                     | Indica la fine del percorso riservato ai quadrupedi da sella. |

## Segnali di informazione
| Segnale bielorusso | Significato                                                      | Spiegazione |
|                    | Autostrada                                                       | Indica l'inizio di un'autostrada. |
|                    | Fine dell'autostrada                                             | Indica la fine di un'autostrada. |
|                    | Strada riservata ai veicoli a motore                             | Indica l'inizio di una strada riservata ai veicoli a motore. |
|                    | Fine strada riservata ai veicoli a motore                        | Indica la fine di una strada riservata ai veicoli a motore. |
|                    | Senso unico                                                      | Segnala il termine del doppio senso di circolazione all'interno di una carreggiata.                                                                                             |
|                    | Fine del senso unico                                             | Segnala il termine del senso unico di circolazione all'interno di una carreggiata.                                                                                              |
|                    | Senso unico                                                      | Segnala il termine del doppio senso di circolazione all'interno di una carreggiata.                                                                                             |
|                    | Utilizzo delle corsie in un incrocio                             | Indica la canalizzazione che si ha nel prossimo incrocio. |
|                    | Utilizzo delle corsie                                            | Indica la canalizzazione che si ha lungo la strada. |
|                    | Aumento delle corsie disponibili                                 | Indica un aumento delle corsie disponibili con un'eventuale limitazione al transito o di velocità su una di esse.                                                               |
|                    | Riduzione delle corsie disponibili                               | Indica una riduzione delle corsie disponibili. |
|                    | Utilizzo delle corsie                                            | Indica l'utilizzo delle corsie disponibili. |
|                    | Corsia di instradamento dei veicoli                              | Indica che i veicoli sulla corsia devono procedere nella direzione indicata dalla freccia.                                                                                      |
|                    | Fine della corsia di instradamento dei veicoli                   | Indica la fine della corsia di instradamento dei veicoli. |
|                    | Corsia riservata agli autobus                                    | Indica che una corsia di marcia in senso opposto a quello abituale è riservata alla circolazione di autobus.                                                                    |
|                    | Fine della corsia riservata agli autobus                         | Indica la fine della corsia riservata alla circolazione di autobus. |
|                    | Inversione di marcia consentita                                  | Segnala la possibilità di effettuare un'inversione di marcia. |
|                    | Inversione di marcia                                             | Indica un'uscita tramite la quale è possibile effettuare un'inversione di marcia.                                                                                               |
|                    | Inizio della fermata di autobus o filobus                        | Segnala l'inizio di una fermata di autobus o filobus. |
|                    | Fine della fermata di autobus o filobus                          | Segnala il termine di una fermata di autobus o filobus. Sul pannello integrativo sono indicate le tratte delle linee interessate.                                               |
|                    | Fermata di tram                                                  | Segnala una fermata di tram. |
|                    | Fine della fermata di tram                                       | Segnala il termine di una fermata di tram. Sul pannello integrativo sono indicate le tratte delle linee interessate.                                                            |
|                    | Fermata di route-express                                         | Segnala una fermata di route-express. |
|                    | Parcheggio riservato ai taxi                                     | Segnala un parcheggio riservato ai taxi. |
|                    | Parcheggio                                                       | Indica un parcheggio autorizzato. Consente la sosta a tempo indeterminato salvo indicazioni differenti.                                                                         |
|                    | Passaggio pedonale                                               | Indica un attraversamento pedonale non regolato da semaforo e non in corrispondenza di un incrocio stradale.                                                                    |
|                    | Sottopassaggio pedonale                                          | Indica un sottopassaggio pedonale. |
|                    | Cavalcavia pedonale                                              | Indica un cavalcavia pedonale. |
|                    | Velocità consigliata                                             | Indica la velocità consigliata nel tratto di strada. |
|                    | Fine della velocità consigliata                                  | Indica la fine della velocità consigliata nel tratto di strada. |
|                    | Strada senza uscita                                              | Indica una strada senza uscita per tutti i veicoli. |
|                    | Preavviso di strada senza uscita                                 | Preavvisa una strada senza uscita per tutti i veicoli. |
|                    | Preavviso di strada senza uscita                                 | Preavvisa una strada senza uscita per tutti i veicoli. |
|                    | Indicatore di direzione annunciante una deviazione per categorie | Indica che la strada principale è chiusa a determinate categorie ed è in vigore una deviazione.                                                                                 |
|                    | Presegnalazione di incrocio                                      | Indica le direzioni raggiungibili alprossimo incrocio che si andrà a raggiungere.                                                                                               |
|                    | Preavviso di intersezione autostradale                           | Preavvisa un'intersezione autostradale con altra autostrada. |
|                    | Presegnalazione di direzioni su strada extraurbana               | Indica le direzioni raggiungibili al prossimo incrocio su strada extraurbana.                                                                                                   |
|                    | Guida del traffico                                               | Indica il percorso da seguire per pervenire in una via. |
|                    | Presegnalazione di direzioni su autostrada                       | Indica le direzioni raggiungibili al prossimo incrocio su autostrada. |
|                    | Indicatore di direzione - aeroporto                              | Indica la direzione da seguire per arrivare al luogo indicato. |
|                    | Centro abitato                                                   | Indica l'inizio di un centro abitato. |
|                    | Fine del centro abitato                                          | Indica la fine di un centro abitato. |
|                    | Centro abitato                                                   | Indica l'inizio di un territorio abitato. |
|                    | Fine del centro abitato                                          | Indica la fine di un territorio abitato. |
|                    | Fiume                                                            | Indica il nome del corso d'acqua sottostante la strada. |
|                    | Segnale di conferma                                              | Indica la distanza dalle prossime località che si raggiungonotramite l'arteria su cui è installato.                                                                             |
|                    | Progressiva chilometrica                                         | Indica la progressiva chilometrica della strada in oggetto. |
|                    | Numero strada europea                                            | Identifica una strada europea. |
|                    | Numero strada nazionale                                          | Identifica una strada nazionale. |
|                    | Indicatore di direzione per autocarri                            | Indica indica la direzione che devono prendere gli autocarri. |
|                    | Indicatore di direzione avanzato annunciante una deviazione      | Indica che la strada principale è chiusa al traffico ed è in vigore una deviazione.                                                                                             |
|                    | Indicatore di direzione per deviazione                           | Indica le direzioni raggiungibili o il percorso da seguire in seguito ad una deviazione.                                                                                        |
|                    | Linea d'arresto                                                  | Indica l'ubicazione della linea d'arresto in corrispondenza della quale potrebbe essere necessario fermarsi (ad esempio in caso di semaforo spento o guasto).                   |
|                    | Corsia chiusa per lavori                                         | Indica una chiusura di una carreggiata a causa di lavori e l'immissione obbligatoria in quella opposta.                                                                         |
|                    | Strada a doppio senso di circolazione                            | Segnala che la strada su cui è posto il segnale è a doppio senso di circolazione e che quindi è possibile effettuare manovre di inversione del senso di marcia.                 |
|                    | Fine della strada a doppio senso di circolazione                 | Segnala che la strada su cui è posto il segnale non è più a doppio senso di circolazione e che quindi non è più possibile effettuare manovre di inversione del senso di marcia. |
|                    | Strada residenziale                                              | Indica l'inizio di una zona residenziale. |
|                    | Fine della strada residenziale                                   | Indica la fine di una zona residenziale. |
|                    | Zona pedonale                                                    | Indica una zona in è vietata la circolazione di veicoli a motore o di biciclette.                                                                                               |
|                    | Fine zona pedonale                                               | Indica la fine di una zona pedonale. |

## Segnali per servizi
| Segnale bielorusso | Significato                                     | Spiegazione                                                                                                  |
|                    | Pronto soccorso                                 | Indica la presenza di un pronto soccorso.                                                                    |
|                    | Ospedale                                        | Indica la presenza di una struttura ospedaliera nelle vicinanze ed invita ad evitare i rumori.               |
|                    | Rifornimento                                    | Indica la presenza di un posto di rifornimento carburanti e la sua eventuale distanza.                       |
|                    | Rifornimento GPL                                | Indica la presenza di un posto di rifornimento GPL e la sua eventuale distanza.                              |
|                    | Rifornimento                                    | Indica la presenza di un posto di rifornimento carburante e GPL e la sua eventuale distanza.                 |
|                    | Assistenza meccanica                            | Indica la presenza di un'officina di riparazioni, la sua eventuale distanza e la direzione per raggiungerla. |
|                    | Autolavaggio                                    | Indica la presenza di un posto per il lavaggio delle auto.                                                   |
|                    | Telefono                                        | Indica un telefono pubblico.                                                                                 |
|                    | Ristorante                                      | Indica la presenza di un ristorante.                                                                         |
|                    | Acqua                                           | Indica la presenza di un posto di rifornimento idrico.                                                       |
|                    | Albergo-motel                                   | Indica la presenza di un albergo o un motel.                                                                 |
|                    | Campeggio                                       | Indica un campeggio.                                                                                         |
|                    | Area pic-nic                                    | Indica la presenza di un'area pic-nic.                                                                       |
|                    | Polizia stradale                                | Indica la presenza di un posto di polizia stradale.                                                          |
|                    | Pattugliamento stradale                         | Indica la presenza di un posto di pattugliamento stradale.                                                   |
|                    | Bagni pubblici                                  | Indica la presenza di servizi igienici pubblici.                                                             |
|                    | Controllo stradale per trasporto internazionale | Indica la presenza di un posto di controllo per il trasporto internazionale su strada.                       |
|                    | Luogo di interesse                              | Indica la presenza di un luogo di rilevanza artistica o culturale.                                           |

## Pannelli integrativi
| Segnale bielorusso | Significato                            | Spiegazione |
|                    | Distanza                               | Indica la distanza alla prescrizione indicata. |
|                    | Distanza allo STOP                     | Indica la distanza al segnale di fermarsi e dare precedenza. |
|                    | Distanza a lato                        | Indica la distanza alla prescrizione indicata sul lato indicato.                                                                                                 |
|                    | Estesa                                 | Indica per quanti metri o chilometri il segnale a cui si riferisce è valido.                                                                                     |
|                    | Estesa dal punto                       | Indica per quanti metri o chilometri il segnale a cui si riferisce è valido.                                                                                     |
|                    | Continua e fine                        | Indicano la continuazione e la fine di una prescrizione. |
|                    | Inizio, continua e fine                | Indicano l'inizio, la continuazione e la fine di una prescrizione in orizzontale.                                                                                |
|                    | Categorie                              | Indica che l'indicazione è riferita alla categoria di veicoli indicata.                                                                                          |
|                    | Sabato, domenica e giorni festivi      | Indica che il segnale a cui il pannello integrativo si riferisce è valido nei giorni di sabato, domenica o nei festivi.                                          |
|                    | Giorni feriali                         | Indica che il segnale a cui il pannello integrativo si riferisce è valido nei giorni feriali.                                                                    |
|                    | Giorni                                 | Indica che il segnale a cui il pannello integrativo si riferisce è valido nei giorni indicati.                                                                   |
|                    | Validità                               | Indica che il segnale a cui il pannello integrativo si riferisce è valido nelle ore indicate.                                                                    |
|                    | Validità il sabato, domenica e festivi | Indica che il segnale a cui il pannello integrativo si riferisce è valido nelle ore indicate nei giorni di sabato, domenica o nei giorni festivi.                |
|                    | Validità nei giorni feriali            | Indica che il segnale a cui il pannello integrativo si riferisce è valido nelle ore indicate dei giorni feriali.                                                 |
|                    | Validità nei giorni indicati           | Indica che il segnale a cui il pannello integrativo si riferisce è valido nelle ore indicate dei giorni indicati.                                                |
|                    | Disposizione dei posti auto            | Indicano la disposizione dei posti auto. |
|                    | Numero di curve                        | Indica il numero di curve che si riferiscono al segnale indicato.                                                                                                |
|                    | Pedaggio                               | Indica che è necessario un pedaggio per percorrere la strada lungo cui il segnale è posto.                                                                       |
|                    | Estesa temporale                       | Indica che per quanti minuti è valida l'indicazione per la quale il segnale si riferisce.                                                                        |
|                    | Ispezione dei veicoli                  | Indica che l'officina o il posto di riparazione è attrezzato per l'ispezione tecnica dei veicoli.                                                                |
|                    | Peso                                   | Indica il peso specifico per il segnale a cui si riferisce. |
|                    | Segnaletica orizzontale in rifacimento | Indica che la segnaletica orizzontale nel tratto successivo al segnale è in rifacimento ed è abbinato al segnale di lavori.                                      |
|                    | Andamento della strada principale      | Indica l'andamento della strada principale. |
|                    | Segnale di corsia                      | Indica la corsia sulla quale è installato il segnale. Viene utilizzato in segnali installati a ponte sopra la carreggiata.                                       |
|                    | Ipovedenti                             | Indica che la prescrizione è riservata alle persone ipovedenti.                                                                                                  |
|                    | Pioggia                                | Indica che l'indicazione od il pericolo per il quale viene installato è valido in caso di pioggia.                                                               |
|                    | Disabili                               | Indica che la prescrizione è riservata alle persone con disabilità.                                                                                              |
|                    | Eccetto disabili                       | Indica che la prescrizione non è valida per le persone con disabilità.                                                                                           |
|                    | Classe di veicoli con merci pericolose | Indica che la prescrizione è valida per i veicoli che trasportano le merci pericolose indicate nel pannello integrativo in base alla disposizione GOST 19433-88. |
|                    | Rimozione forzata                      | Indica che il divieto di sosta sotto cui è installato prevede anche la rimozione coatta del veicolo in contravvenzione.                                          |
|                    | Strada sdrucciolevole                  | Indica che, a causa di lavori in corso, la carreggiata ha il manto stradale sdrucciolevole.                                                                      |
|                    | Telefono di emergenza                  | Indica la postazione di un telefono per le chiamate di emergenza.                                                                                                |